# خلیج پورتج

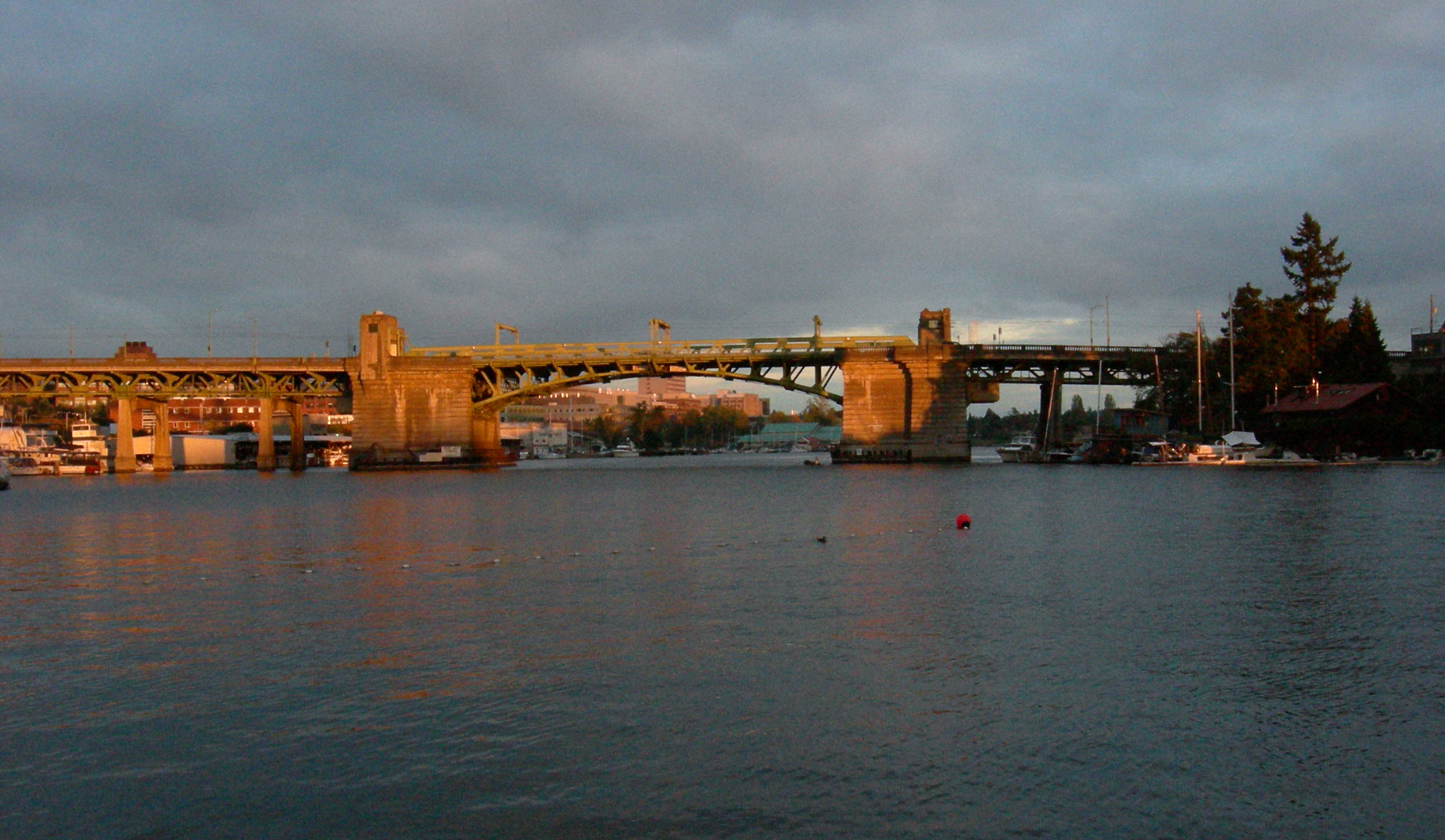
پل یونیورسیتی در خلیج پورتج

خلیج پورتج یک پهنه آبی و جزئی از کانال کشتیرانی دریاچه واشنگتن درسیاتل است.

## تاریخچه

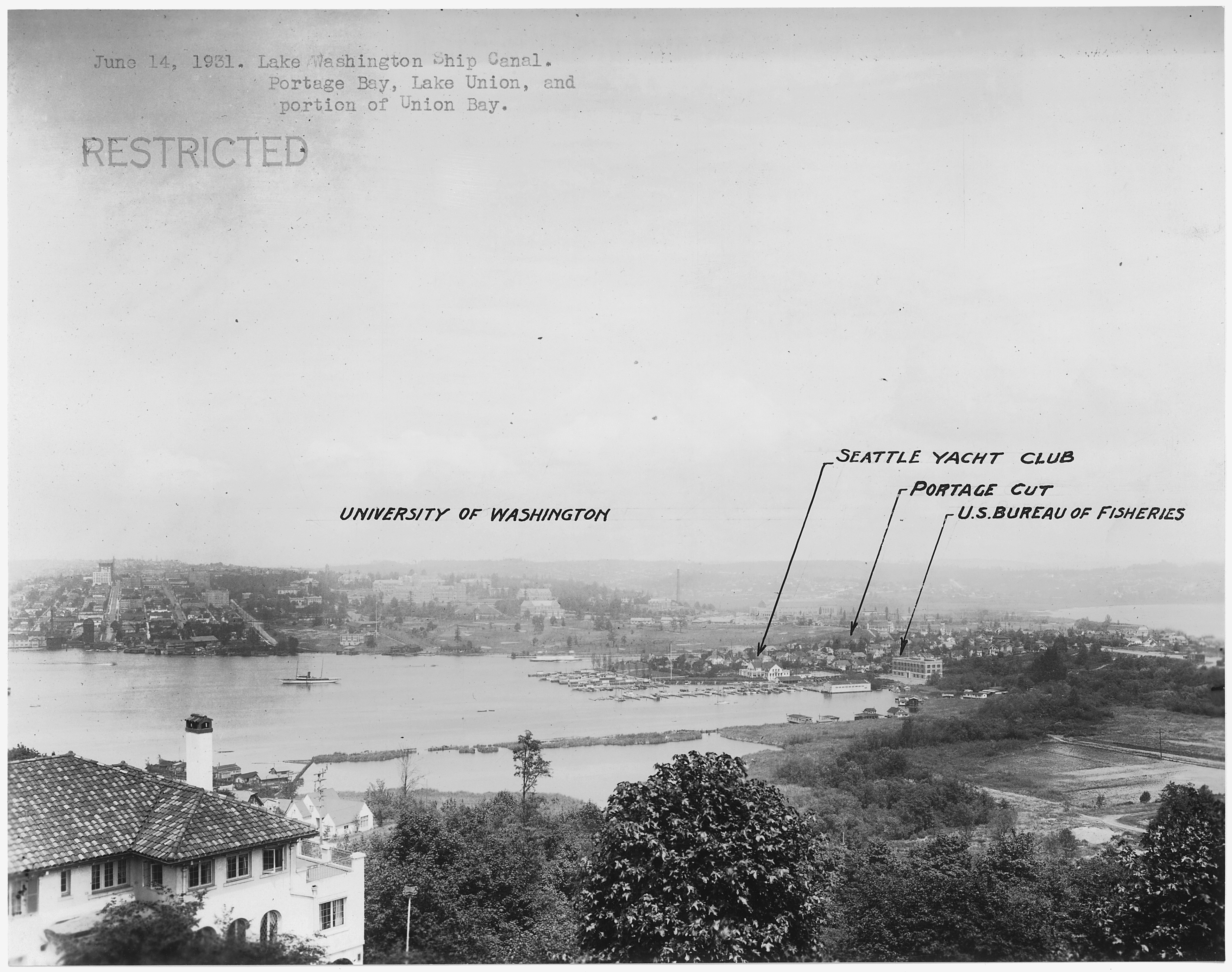
خلیج پورتج در ژوئیه ۱۹۳۱

برای اولین بار در سال ۱۸۶۰ هاروی پایک تلاش کرد دریاچه یونین را با ساخت کانالی به خلیج پورتج متصل کند اما منصرف شد و پروژه را به یک شرکت واگذار کرد که این شرکت یک خط آهن بین این دو دریاچه برای حمل ونقل محموله کشید. در سال ۱۸۸۳ دیوید دنی و توماس برک کانال را احداث کردند.
چشیهود در نزدیکی خلیج پورتج زندگی می‌کرد و در ساحل این خلیج قایق می‌ساخت.
کشتی اس‌وی فانتوم ۱۴ سال در این خلیج پهلو گرفت.

## محله

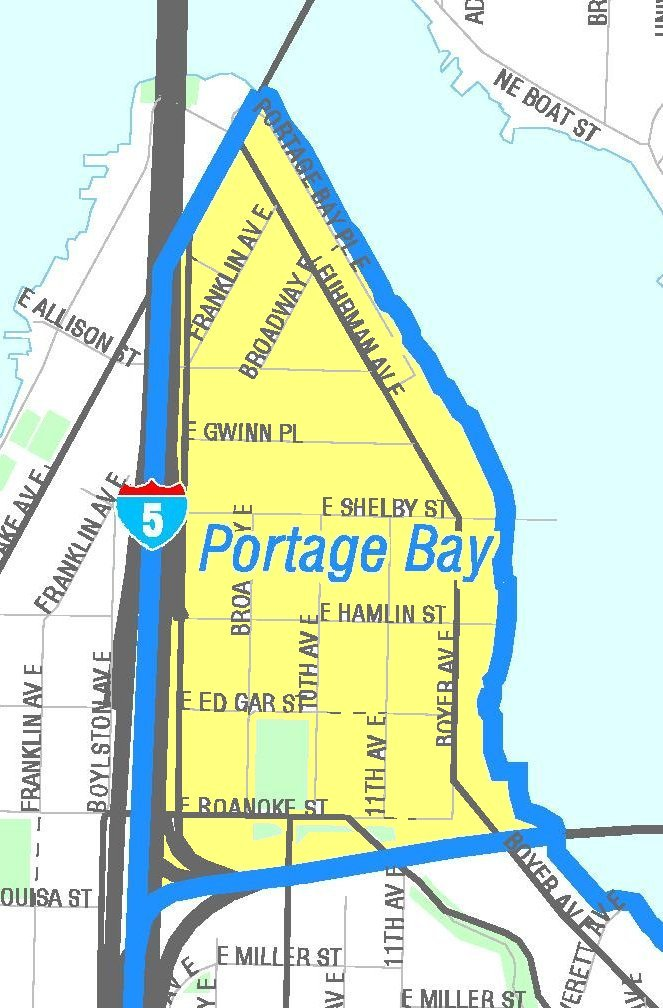
نقشه محله خلیج پورتج

منطقه مسکونی کوچکی در جنوب‌شرقی خلیج قرار دارد که پورتج نامگذاری شده.